# راي داندريدغ
راي داندريدغ (بالإنجليزية: Ray Dandridge) هو لاعب كرة قاعدة أمريكي، ولد في 31 أغسطس 1913 في ريتشموند في الولايات المتحدة، وتوفي في 12 فبراير 1994 في بالم باي في الولايات المتحدة.

## وصلات خارجية
- راي داندريدغ على موقعبيزبول رفرنس.كوم (الدوري الرئيسي) (الإنجليزية)
- راي داندريدغ على موقعبيزبول رفرنس.كوم (الدوري الثانوي) (الإنجليزية)
- راي داندريدغ على موقع قاعة مشاهير كرة القاعدة (الإنجليزية)
- راي داندريدغ على موقع الموسوعة البريطانية (الإنجليزية)
- راي داندريدغ على موقع إن إن دي بي (الإنجليزية)